# 아시에르 가리타노
아시에르 가리타노 아기레사발(스페인어: Asier Garitano Aguirrezábal, 1969년 12월 6일, 바스크 주 베르가라 ~)은 스페인의 전 축구 선수로, 현역 시절 공격수로 활약했으며, 현재 감독이다.
성인 무대에서 14년을 활약하면서, 그는 5시즌에 걸쳐 134번의 세군다 디비시온 경기에 출전했고, 빌바오 아틀레틱과 에이바르 시절에 도합 23골을 기록하였다. 그는 몇몇 구단 소속으로 세군다 디비시온 B 216경기에 더 출전해 61골을 추가했다.
가리타노는 2003년부터 감독일을 시작했는데, 그가 처음 맡은 감독직은 알리칸테의 수석 코치직이었다. 그는 2013년에 레가네스의 감독이 되기 전까지 4개의 구단을 거쳤는데, 레가네스 지휘봉을 잡고는 구단 역사상 2부 리그 승격과 라 리가 승격의 업적을 세웠다. 이후, 그는 1부 리그의 레알 소시에다드와 알라베스의 감독이 되기도 하였다.

## 선수 경력
가리타노는 바스크 주 기푸스코아 도 베르가라 출신으로, 아틀레틱 빌바오 유소년부를 졸업했다. 그는 1989년 9월 2일에 2-1로 이긴 라싱 산탄데르와의 세군다 디비시온 경기에서 2군 소속으로 성인 무대 신고식을 치렀다.
빌바오 아틀레틱에서 4년을 보내고,(이 중 1년은 에이바르에 임대되어 보냈다) 가리타노는 사자 군단과 결별하고 세군다 디비시온 B의 카르타헤나에 입단했다. 1994년, 그는 또다른 3부 리그 구단인 카디스로 이적하였고, 1996년에 에이바르로 복귀했다.
가리타노는 이어서 세군다 B와 테르세라 디비시온에서 현역 활동을 이어나갔는데, 가바, 라싱 페롤, 부르고스, 알리칸테, 그리고 베니도름을 거쳤다. 2003년, 33세의 가리타노는 부상으로 인해 축구화를 벗었다.

## 감독 경력
은퇴 후 얼마 되지 않아, 가리타노는 전 소속 구단 알리칸테의 수석 코치로 맡으면서 감독일을 시작했다. 2008년 10월, 그는 호세 카를로스 그라네로가 경질되면서 구단의 감독이 되었다. 그러나, 그도 3경기 만에 바통을 니노 레마한테 넘기고 감독을 보좌하는 지위로 다시 밀려났다.
가리타노는 2010년 4월 6일에 카스테욘의 감독이 되었는데, 그에 앞서 가리타노는 구단의 수석 코치를 맡았었다. 그는 시즌이 끝날 때까지 지휘봉을 잡았는데, 시즌은 강등의 비극으로 끝났다.
2011년 7월 7일, 가리타노는 3부 리그 오리우엘라의 감독이 되었다. 이듬해에는 알코야노의 사령탑에 올랐는데, 두 번모두 승격 플레이오프전까지 갔지만 패하면서 승격을 이룩하지 못했다.
2013년 6월 28일, 가리타노는 당시 3부 리그에 속해 있던 레가네스의 감독으로 부임했다. 그는 레가네스 1년차에 로스피탈레트와의 플레이오프전에서 승리해 세군다 디비시온 승격에 성공하였다. 이후, 2015–16 시즌의 정규 리그에서 2위를 차지하면서 이번에는 1부 리그로 또다시 승격하였다.
2018년 5월 24일, 가리타노는 레알 소시에다드의 감독이 되었다. 그러나, 같은 해 12월 26일, 그는 리그에서 부진한 성적을 거두고 경질되었다.
2019년 5월 21일, 가리타노는 하루 전에 아벨라르도의 사임으로 공석이 된 알라베스의 감독이 되었다. 그러나, 이듬해 7월 5일, 5경기 연속 패배를 당하면서 가리타노는 해고장을 받았다.

## 사생활
가리타노는 빌바오 아틀레틱과 에이바르에서 지휘봉을 잡은 적이 있는 또다른 감독 가이스카 가리타노와 아무런 관련이 없다.

## 감독 통계
2020년 7월 4일 기준
| 구단            | 국적   | 취임             | 해임             | 기록 | 기록 | 기록 | 기록 | 기록 | 기록 | 기록 | 기록  | 주     |
| 구단            | 국적   | 취임             | 해임             | 전   | 승   | 무   | 패   | 득   | 실   | 차   | 율 %  | 주     |
| --------------- | ------ | ---------------- | ---------------- | ---- | ---- | ---- | ---- | ---- | ---- | ---- | ----- | ------ |
| 알리칸테        | 스페인 | 2008년 10월 13일 | 2008년 11월 3일  | 3    | 0    | 2    | 1    | 3    | 4    | −1   | 0.00  | [ 14 ] |
| 카스테욘        | 스페인 | 2010년 4월 6일   | 2010년 6월 30일  | 11   | 2    | 3    | 6    | 9    | 14   | −5   | 18.18 | [ 15 ] |
| 오리우엘라      | 스페인 | 2011년 7월 7일   | 2012년 6월 14일  | 42   | 19   | 15   | 8    | 53   | 38   | +15  | 45.24 | [ 16 ] |
| 알코야노        | 스페인 | 2012년 6월 14일  | 2013년 3월 25일  | 36   | 18   | 7    | 11   | 46   | 34   | +12  | 50.00 | [ 17 ] |
| 레가네스        | 스페인 | 2013년 6월 28일  | 2018년 5월 20일  | 222  | 87   | 59   | 76   | 261  | 226  | +35  | 39.19 | [ 18 ] |
| 레알 소시에다드 | 스페인 | 2018년 6월 24일  | 2018년 12월 26일 | 19   | 6    | 5    | 8    | 21   | 21   | 0    | 31.58 | [ 19 ] |
| 알라베스        | 스페인 | 2019년 5월 21일  | 2020년 7월 5일   | 35   | 9    | 8    | 18   | 33   | 54   | −21  | 25.71 | [ 20 ] |
| 합계            | 합계   | 합계             | 합계             | 368  | 141  | 99   | 128  | 426  | 391  | +35  | 38.32 | —      |